# Liste des épisodes de The Listener
Cet article présente la liste des épisodes de la série télévisée canadienne The Listener.

## Première saison (2009)
La première saison, composée de treize épisodes, a été diffusée du 4 juin 2009 au 27 août 2009 sur CTV, au Canada.
1. À l'écoute des autres (I'm an Adult)
2. La Victime idéale (Emotional Rescue)
3. Une voix dans le noir (A Voice In The Dark)
4. L'Amour en quelque sorte (Some Kind of Love)
5. Lisa et Daniel (Lisa Says)
6. Trafic (Foggy Notion)
7. Il suffit d'y croire (Iris)
8. Justine divine (One Way or Another)
9. Personnalité multiple (Inside the Man)
10. Chasse au trésor (Missing)
11. Dans la lumière (Beginning to See the Light)
12. Deux Sœurs (The 13th Juror)
13. Révélations (The Journey)

## Deuxième saison (2011)
La deuxième saison, composée de treize épisodes, a été diffusée du 8 février 2011 au 20 mai 2011 sur CTV, au Canada.
1. Mémoire en fuite (Lady in the Lake)
2. L’Infiltré (Crime Seen)
3. Dans la ligne de mire (In His Sights)
4. Le Coupable idéal (The Brothers Volkov)
5. Les Ripoux (Inner Circle)
6. Le Magicien (The Magician)
7. Dernière Partie (Ace in the Hole)
8. Le Prix de l’enfance (Vanished)
9. La Guerre des hackers (Jericho)
10. Escroquerie (Desperate Hours)
11. Recette pour un meurtre (To Die For)
12. Secret d’État (Eye of the Storm)
13. La Voie à suivre (Reckoning)

## Troisième saison (2012)
Le 1er juin 2011, la chaîne canadienne a renouvelé la série pour une troisième saison de treize épisodes. Elle a été diffusée du 30 mai 2012 au 12 septembre 2012 sur CTV, au Canada.
1. Otage (The Bank Job)
2. Affaire classée ? (Cold Case Blues)
3. La Rançon du succès (Curtain Call)
4. Enlèvement (The Taking)
5. Une ombre au tableau (Rogue's Gallery)
6. La Secte Artemis (She Sells Sanctuary)
7. Esprits empoisonnés (Poisoned Minds)
8. Douce Vengeance (Now You See Him)
9. Double Erreur (Crossed)
10. Contagion (Lockdown)
11. Le Justicier de l'ombre (Captain Nightfall)
12. Dangereux paris (The Bro Code)
13. Sur le banc des accusés (The Shooting)

## Quatrième saison (2013)
Le 26 juillet 2012, la série a été renouvelée pour une quatrième saison de treize épisodes. Elle a été diffusée du 29 mai 2013 au 28 août 2013 sur CTV au Canada.
1. Retour dans le passé (Blast from the Past)
2. Tueur de flic (The Blue Line)
3. Chroniques assassines (Early Checkout)
4. Un mari très discret (Cold Storage)
5. Sous couverture (Buckle Up)
6. Mafia et F. B. I. (Witness for the Prosecution)
7. Coup pour coup (Caged In)
8. La Femme tatouée (The Illustrated Woman)
9. Péchés mortels (Love's a Bitch)
10. Menteuse hors pair (The Long Con)
11. Le Manoir de la mort (House of Horror)
12. Fausse Identité (False I.D.)
13. Vision fatale (Fatal Vision)

## Cinquième saison (2014)
Le 6 octobre 2013, la série a été renouvelée pour une cinquième et dernière saison de treize épisodes. Elle a été diffusée du 26 mai 2014 au 18 août 2014 sur CTV au Canada.
1. Erreur judiciaire ? (The Wrong Man)
2. Nouveau Patron (The Lockup)
3. La Danseuse (Dancing with the Enemy)
4. Le Neuvième Cercle (Smoke and Mirrors)
5. Game Over (Game Over)
6. Un cerveau pour trois (Man in the Mirror)
7. Cauchemar en cuisine (Amuse Bouche)
8. Baleine blanche (White Whale)
9. Le Fugitif (The Fugitive)
10. Secrets de famille (Family Secrets)
11. Mémoire perdue (Zero Recall)
12. Innocent (An Innocent Man)
13. Parmi nous (In Our Midst)